# Jonas Höglund
Jonas Höglund (Karlstad, 29 agosto 1972) è un ex hockeista su ghiaccio svedese professionista che giocava nel ruolo di ala destra. Ha giocato nella National Hockey League con la maglie dei Calgary Flames, dei Montreal Canadiens e dei Toronto Maple Leafs.

## Statistiche
| 1988–89           | Färjestads BK       | Elitserien        | 1   | 0   | 0   | 0   | 0   | —  | —  | —  | —  | —  |
| 1989–90           | Färjestads BK       | Elitserien        | 2   | 0   | 0   | 0   | 0   | —  | —  | —  | —  | —  |
| 1990–91           | Färjestads BK       | Elitserien        | 40  | 5   | 5   | 10  | 4   | —  | —  | —  | —  | —  |
| 1991–92           | Färjestads BK       | Elitserien        | 40  | 14  | 11  | 25  | 6   | —  | —  | —  | —  | —  |
| 1992–93           | Färjestads BK       | Elitserien        | 40  | 13  | 13  | 26  | 14  | —  | —  | —  | —  | —  |
| 1993–94           | Färjestads BK       | Elitserien        | 22  | 7   | 2   | 9   | 10  | —  | —  | —  | —  | —  |
| 1994–95           | Färjestads BK       | Elitserien        | 40  | 14  | 12  | 26  | 16  | 4  | 3  | 2  | 5  | 0  |
| 1995–96           | Färjestads BK       | Elitserien        | 40  | 32  | 11  | 43  | 18  | 8  | 2  | 1  | 3  | 6  |
| 1996–97           | Calgary Flames      | NHL               | 68  | 19  | 16  | 35  | 12  | —  | —  | —  | —  | —  |
| 1997–98           | Calgary Flames      | NHL               | 50  | 6   | 8   | 14  | 16  | —  | —  | —  | —  | —  |
| 1997–98           | Montreal Canadiens  | NHL               | 28  | 6   | 5   | 11  | 6   | 10 | 2  | 0  | 2  | 0  |
| 1998–99           | Montreal Canadiens  | NHL               | 74  | 8   | 10  | 18  | 16  | —  | —  | —  | —  | —  |
| 1999–00           | Toronto Maple Leafs | NHL               | 82  | 29  | 27  | 56  | 10  | 12 | 2  | 4  | 6  | 2  |
| 2000–01           | Toronto Maple Leafs | NHL               | 82  | 23  | 26  | 49  | 14  | 10 | 0  | 0  | 0  | 4  |
| 2001–02           | Toronto Maple Leafs | NHL               | 82  | 13  | 34  | 47  | 26  | 20 | 4  | 6  | 10 | 2  |
| 2002–03           | Toronto Maple Leafs | NHL               | 79  | 13  | 19  | 32  | 12  | 7  | 0  | 1  | 1  | 8  |
| 2003–04           | HC Davos            | NLA               | 34  | 24  | 19  | 43  | 20  | 1  | 0  | 0  | 0  | 0  |
| 2004–05           | Färjestads BK       | Elitserien        | 49  | 15  | 17  | 32  | 24  | 15 | 4  | 7  | 11 | 8  |
| 2005–06           | Färjestads BK       | Elitserien        | 49  | 10  | 14  | 24  | 24  | 15 | 5  | 9  | 14 | 10 |
| 2006–07           | Färjestads BK       | Elitserien        | 55  | 20  | 12  | 32  | 18  | 9  | 4  | 5  | 9  | 10 |
| 2007–08           | Färjestads BK       | Elitserien        | 36  | 2   | 2   | 9   | 32  | —  | —  | —  | —  | —  |
| 2007–08           | HC Lugano           | NLA               | 10  | 6   | 2   | 8   | 4   | —  | —  | —  | —  | —  |
| 2008-09           | Södertälje SK       | Elitserien        | 7   | 2   | 2   | 4   | 2   | —  | —  | —  | —  | —  |
| 2008–09           | Malmö Redhawks      | Swe-1             | 35  | 24  | 12  | 36  | 16  | —  | —  | —  | —  | —  |
| 2009–10           | Skåre BK            | Swe-2             | 7   | 4   | 5   | 9   | 0   | —  | —  | —  | —  | —  |
| Totale Elitserien | Totale Elitserien   | Totale Elitserien | 422 | 134 | 106 | 240 | 168 | 51 | 18 | 24 | 42 | 34 |
| Totale NLA        | Totale NLA          | Totale NLA        | 44  | 30  | 21  | 51  | 24  | 1  | 0  | 0  | 0  | 0  |
| Totale NHL        | Totale NHL          | Totale NHL        | 545 | 117 | 145 | 262 | 112 | 59 | 8  | 11 | 19 | 8  |

## Palmarès

### Club
- Campionato svedese: 1

Färjestads BK: 2005-2006